# Le Grillon du foyer (film, 1922)
Pour les articles homonymes, voir Le Grillon du foyer.
Pour plus de détails, voir Fiche technique et Distribution.
Le Grillon du foyer est un film français de Jean Manoussi sorti en 1922.

## Fiche technique
- Réalisation : Jean Manoussi
- Scénario : Jean Manoussi d'après la nouvelle  Le Grillon du foyer de Charles Dickens
- Photographie : Georges Asselin
- Format : Noir et blanc - Muet
- Genre : Comédie
- Durée : 65 minutes
- Date de sortie : 23 juin 1922[1],[Note 1]

## Distribution
- Charles Boyer
- Suzanne Dantès
- Paul Jorge
- Sabine Landray
- Henriette Moret
- Marcel Vibert